# Kruczek (ptak)
Kruczek (Ptilostomus afer) – gatunek średniej wielkości ptaka z rodziny krukowatych (Corvidae), jedyny przedstawiciel rodzaju Ptilostomus. Występuje w Afryce Subsaharyjskiej. Nie jest zagrożony.

## Taksonomia
Pierwszy opis gatunku zamieścił Mathurin Jacques Brisson w wydanym w 1760 roku 2. tomie Ornithologie; do opisu dołączony był rysunek przedstawiający ptaka, którego autor nazwał francuską nazwą La pie du Sénégal oraz łacińską Pica Senegalensis. Nazwę Corvus afer, zgodną z zasadami nazewnictwa binominalnego, ustalił Karol Linneusz w 1766 roku w 12. edycji Systema Naturae, a jako miejsce typowe wskazał Senegal. Obecnie gatunek umieszczany jest w monotypowym rodzaju Ptilostomus, opisanym w 1837 roku przez Williama Swainsona. Nie wyróżnia się podgatunków.

## Morfologia

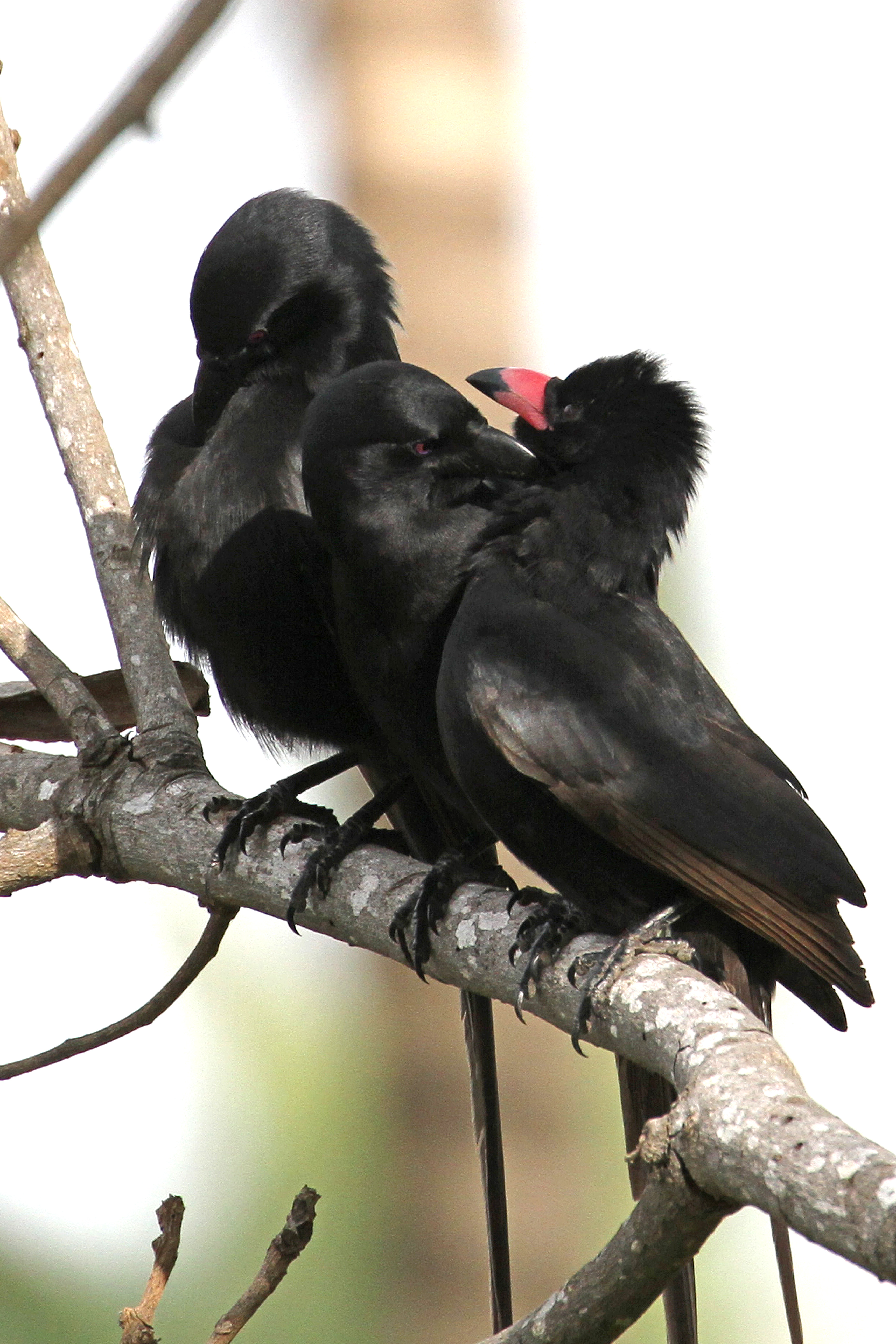
Osobnik młodociany (po prawej) i dwa osobniki dorosłe

### Wymiary i masa ciała
Całkowita długość ciała kruczka mieści się w zakresie 35–42 cm, z czego ogon może stanowić 22,5–30 cm. Skrzydło osiąga długość 15,2–17,2 cm, skok mierzy 4,4–4,7 cm, a dziób 3,2–3,6 cm.
Masa ciała przeciętnego osobnika to 121–130 g.

### Wygląd zewnętrzny
Mocny dziób, łukowato wygięty, o czarnej lub różowawej barwie. Pióra u nasady nosa stosunkowo krótkie i lekko sterczące do góry. Upierzenie ciemne z niebieskawym lub fioletowym połyskiem. Kuper oraz pokrywy nadogonowe o mniej głębokim odcieniu czerni. Lotki pierwszo- i drugorzędowe ciemnobrunatne z czarnymi końcówkami. Spodnie pokrywy skrzydłowe ciemnopopielate. Długi, szarobrązowy ogon podzielony na kilka poziomów. W przeciwieństwie do większości wróblowych posiada 10, a nie 12 sterówek. Nogi czarne. Tęczówki o zabarwieniu fioletowym, fioletoworóżowym lub czerwonawym.
Różnice między płciami to bardziej czerwony odcień tęczówki samicy oraz dłuższy ogon samca.
Oczy młodych osobników mają brązową barwę i różowoczerwony dziób z ciemną końcówką. Kolor tęczówki zmienia się zaraz po pierzeniu, natomiast barwa dzioba pozostaje taka sama przez pierwszy rok życia.

## Występowanie

### Zasięg występowania
Południowo-zachodnia Mauretania, Senegal, Gambia, Gwinea, Sierra Leone, północna część Wybrzeża Kości Słoniowej, południowe Mali, Burkina Faso, północ i wschód Ghany, Togo, Benin, południowy Niger, wąski obszar od Nigerii do południowo-zachodniego Sudanu, północno-wschodnie Kongo, Uganda poza południowym zachodem i wschodem, skrajna południowo-zachodnia Etiopia, zachodnia Kenia. Zarejestrowano pojedyncze przypadki pojawiania się kruczka w północnym Kongo oraz Liberii.

### Środowisko
Spotykany na terenach uprawnych oraz sawannach, często wśród drzew, zwłaszcza w pobliżu palmy winnej.

## Tryb życia i zachowanie

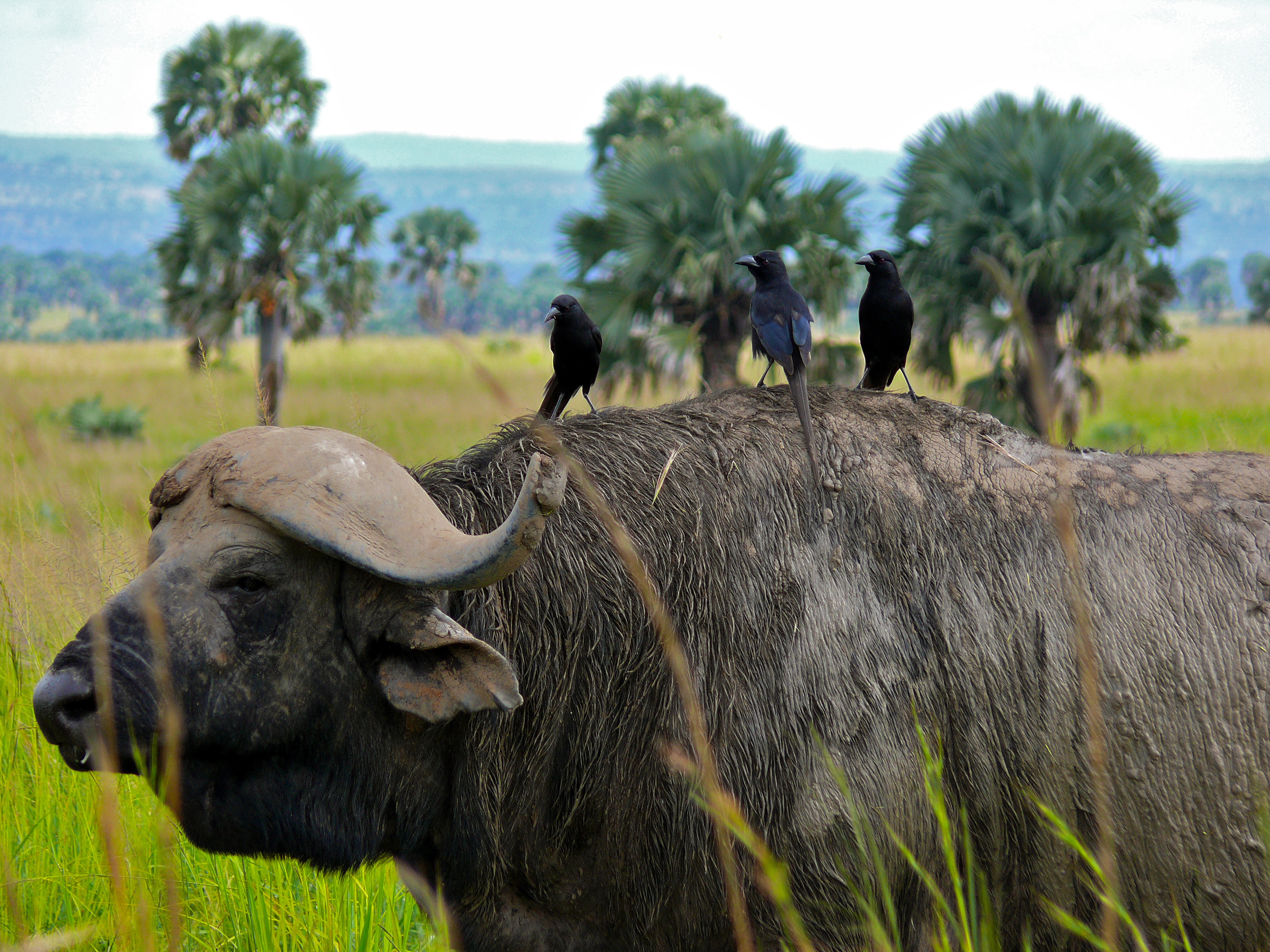
Kruczki na grzbiecie bawołu afrykańskiego

Kruczek łączy się w niewielkie stada liczące do 20 osobników. Zazwyczaj obserwowany na wysokościach 600–1500 m. Gatunek generalnie osiadły, znane jedynie przypadki lokalnego przemieszczania się ptaków (głównie w centralnej Afryce). Często przebywa w pobliżu dużych zwierząt dzikich lub hodowlanych. Pojawia się na pastwiskach i przemieszcza się razem z bydłem, by zjadać towarzyszące mu owady. Zdarza się również, że siada na plecach zwierząt (m.in. słoni), żeby wypatrywać owadów lub jeść ich pasożyty, np. kleszcze. Poszukuje pożywienia w grupach, najczęściej na terenach trawiastych porośniętych krzewami, grzebiąc dziobem w ziemi i ściółce. Po podłożu porusza się krótkim biegiem lub skokami. Gniazduje w koloniach.

### Głos
Często słyszane nawoływania osobników przelatujących w grupach. Dźwięki wydawane przez kruczka opisywane są jako wysokie piski lub głębokie szczebiotanie. Zapisywane jako pee-ip, pee-ip, pee-ip. Odnotowano także szorstkie trajkotanie i kraczące nawoływanie ostrzegawcze.

## Pożywienie
Gatunek wszystkożerny. Kruczek spożywa nasiona, owoce (m.in. olejowca gwinejskiego), jagody, pajęczaki oraz małe owady.

## Rozród
Gniazdo leży zazwyczaj na szczytach wysokich drzew. Ma okrągły kształt, niewielkie wejście i jest zbudowane w całości z ciernistych gałązek.
Samica składa od sześciu do ośmiu jasnych (białych lub jasnoniebieskich) jaj, nakrapianych brązowo zwłaszcza przy szerszej części.

## Status
W Czerwonej księdze gatunków zagrożonych IUCN kruczek klasyfikowany jest jako gatunek najmniejszej troski (LC, Least Concern). Liczebność populacji nie została oszacowana, ale ptak ten opisywany jest jako lokalnie pospolity. Ze względu na brak dowodów na spadki liczebności bądź istotne zagrożenia dla gatunku, BirdLife International ocenia trend liczebności populacji jako stabilny.